# Candies (gruppo musicale italiano)
I Candies (utilizzando per un certo periodo la grafia CAndiES per il loro nome) nascono alla fine del 1995 nella Provincia di Varese.
Del 2001 è il loro primo tour europeo che tocca Germania, Austria e Paesi Bassi, cui seguirà un breve tour in Inghilterra nel 2003 e altri due tour in Germania (Aprile 2004 e ottobre/Novembre 2004).
Dopo aver pubblicato due dischi (distribuiti anche in Canada, Stati Uniti e nel Regno Unito dalla Turn records) si sciolgono ufficialmente, tramite un comunicato pubblicato sul sito del gruppo, l'11 aprile 2005.

## Sonorità
Miscela di indie rock, post-rock e new wave che spesso sconfinano nella psichedelia.
Ospiti in alcuni lavori sono stati: John Convertino (Calexico), Volker Zander (Calexico) e Kevin Brandstetter (Truman's Water).

## Formazione
- Giulio Calvino (ora negli Hot Gossip) - voce e chitarra
- Mauro Freddi (ora nei John Ford) - basso
- Marco Pierantoni - batteria (1996-2001)
- Giordano Rizzato (ora nel trio oz robu') - batteria (2001-2005)

## Discografia

### Album
- Leaving Our Homes (Ee:lettro 2001)
- Dense Waves Make Your Eyes Wider (Suiteside / Turn records 2003)

### Ep
- Sad Neon Lights - 7" (Ee:lettro 1999)